# Corpo Truppe Volontarie
Corpo Truppe Volontarie (C.T.V.), in precedenza Missione Militare Italiana in Spagna (M.M.I.S.), fu la denominazione assegnata ad un corpo di spedizione italiano, durante il regime fascista, composto in gran parte da volontari del Regio Esercito e della Milizia Volontaria Sicurezza Nazionale, inviato in Spagna a supporto di Francisco Franco e delle forze spagnole nazionaliste durante la guerra civile spagnola.

## Storia

### La situazione in Spagna

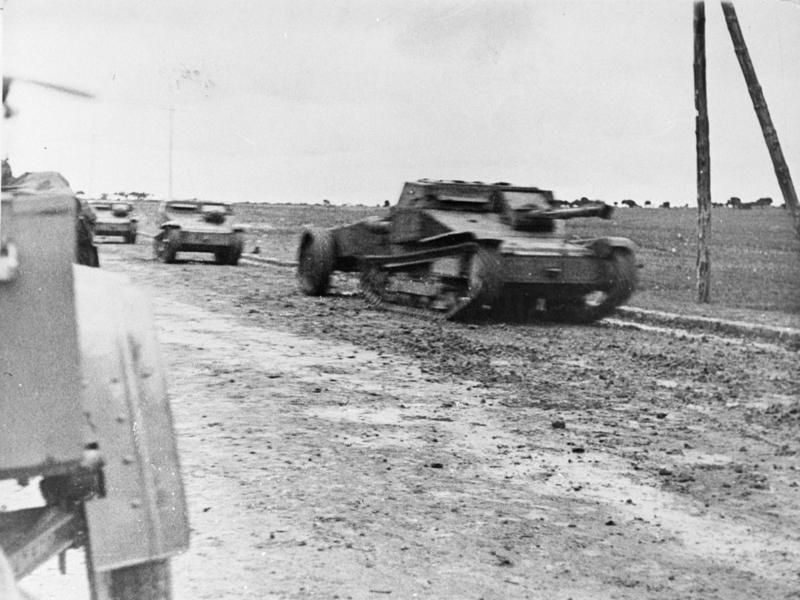
Carri leggeri italiani avanzano con un carro lanciafiamme L3-35Lf al comando verso Guadalajara

Nel luglio del 1936, al principio della guerra civile spagnola, la maggior parte delle migliori truppe nazionaliste erano isolate nel Marocco spagnolo o nelle isole Canarie. Nel frattempo, nella Spagna continentale, formazioni più piccole composte da nazionalisti e dalla Guardia Civil ingaggiarono combattimenti con le milizie repubblicane, la Guardia de Asalto e quelle unità militari che rimasero fedeli al governo del Fronte Popolare.
Se le forze nazionaliste in Spagna non avessero ricevuto rinforzi, la ribellione sarebbe potuta presto fallire. Il generale Francisco Franco e gli altri esponenti nazionalisti inviarono emissari a Berlino e a Roma per richiedere aiuto: sia Adolf Hitler che Benito Mussolini risposero in senso positivo.

### L'intervento italiano
Italia e Germania inviarono aerei da trasporto ed equipaggi (quelli italiani comandati da Ettore Muti) in Marocco, per trasportare le forze nazionaliste dal Marocco spagnolo alla Spagna europea. I regulares marocchini e il Tercio permisero alle forze nazionaliste di assumere l'iniziativa nella penisola Iberica. Dodici bombardieri trimotori Savoia-Marchetti S.M.81, con relativi equipaggi e specialisti, prima unità della futura Aviazione Legionaria, partirono dall'aeroporto di Cagliari-Elmas già all'alba del 30 luglio 1936.
Furono inviati anche alcuni sommergibili nel novembre 1936, che compirono diverse missioni, fino al settembre 1937. Tra questi il Naiade, il Torricelli (che danneggiò gravemente l'incrociatore repubblicano Miguel de Cervantes), il Topazio, l'Antonio Sciesa, il Balilla e l'Archimede. Le proteste delle altre potenze indussero tuttavia a interrompere una vera e propria guerra navale non dichiarata. Il Torricelli e l'Archimede furono allora ceduti alla Marina spagnola, e ridenominati General Sanjurjo e General Mola.

### La missione militare e l'invio del Corpo
Nel settembre 1936, subito dopo la richiesta di aiuto di Francisco Franco, Benito Mussolini, inviò l'allora capo del S.I.M. (Servizio Informazioni Militari), il generale di brigata Mario Roatta (alias Comm. Colli, alias generale Mancini) in Spagna, col compito di creare la "M.M.I.S." ("Missione Militare Italiana in Spagna"), con sede a Siviglia. La "M.M.I.S." divenne operativa il 15 dicembre 1936 con il compito di inviare materiali, armi e istruttori, nonché di creare due brigate miste italo-spagnole.
Il 17 febbraio 1937 la "M.M.I.S." cambiò definizione in "C.T.V." ("Comando Truppe Volontarie") mentre la massa operativa costituì il "C.T.V." ("Corpo Truppe Volontarie"). Si trattava di circa 20.000 militi della MVSN, inquadrati su tre divisioni ("Dio lo vuole!", "Fiamme Nere" e "Penne Nere", che nel 1937 saranno ridotte a due divisioni e successivamente ad una), a cui se ne affiancherà un'altra che inquadrava personale volontario del Regio Esercito, la 4ª Divisione fanteria "Littorio" comandata dal generale Annibale Bergonzoli. Nell'ottobre 1938, dopo 18 mesi di ferma volontaria, le camicie nere furono rimpatriate e sostituite da tre divisioni miste italo-spagnole: "Frecce Nere", "Frecce Azzurre" e "Frecce verdi".

## Cronologia delle operazioni

### 1936
- 24 ottobre: l'Aviazione Legionaria attacca le forze repubblicane della Catalogna, sotto il comando del capitano Alberto Bayo, che il 3 settembre aveva effettuato un atterraggio a Maiorca. Nello stesso giorno, aerei da bombardamento e da caccia lanciano il loro primo attacco su Madrid, allo scopo di dimostrare alle forze repubblicane la potenza degli alleati di Franco. Nei giorni seguenti comincia una serie di incursioni e di bombardamenti sulla capitale spagnola.
- 2 novembre: le forze aeree italo-tedesche sono attaccate da velivoli sovietici, soprannominati "Chatos" dagli spagnoli. Gli attacchi causano alcune perdite per l'Aviazione Legionaria.

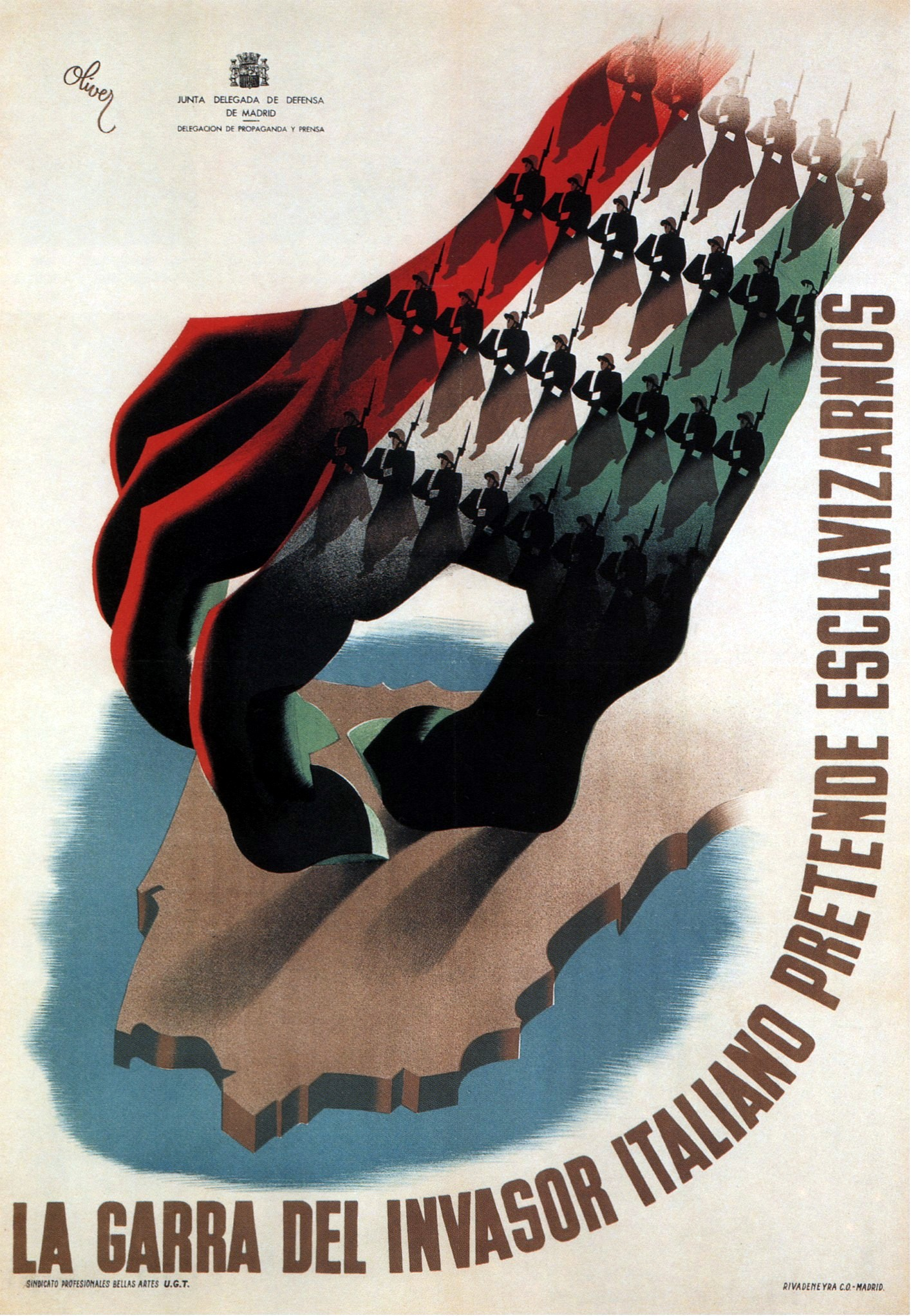
Manifesto di propaganda repubblicano contro l'intervento italiano

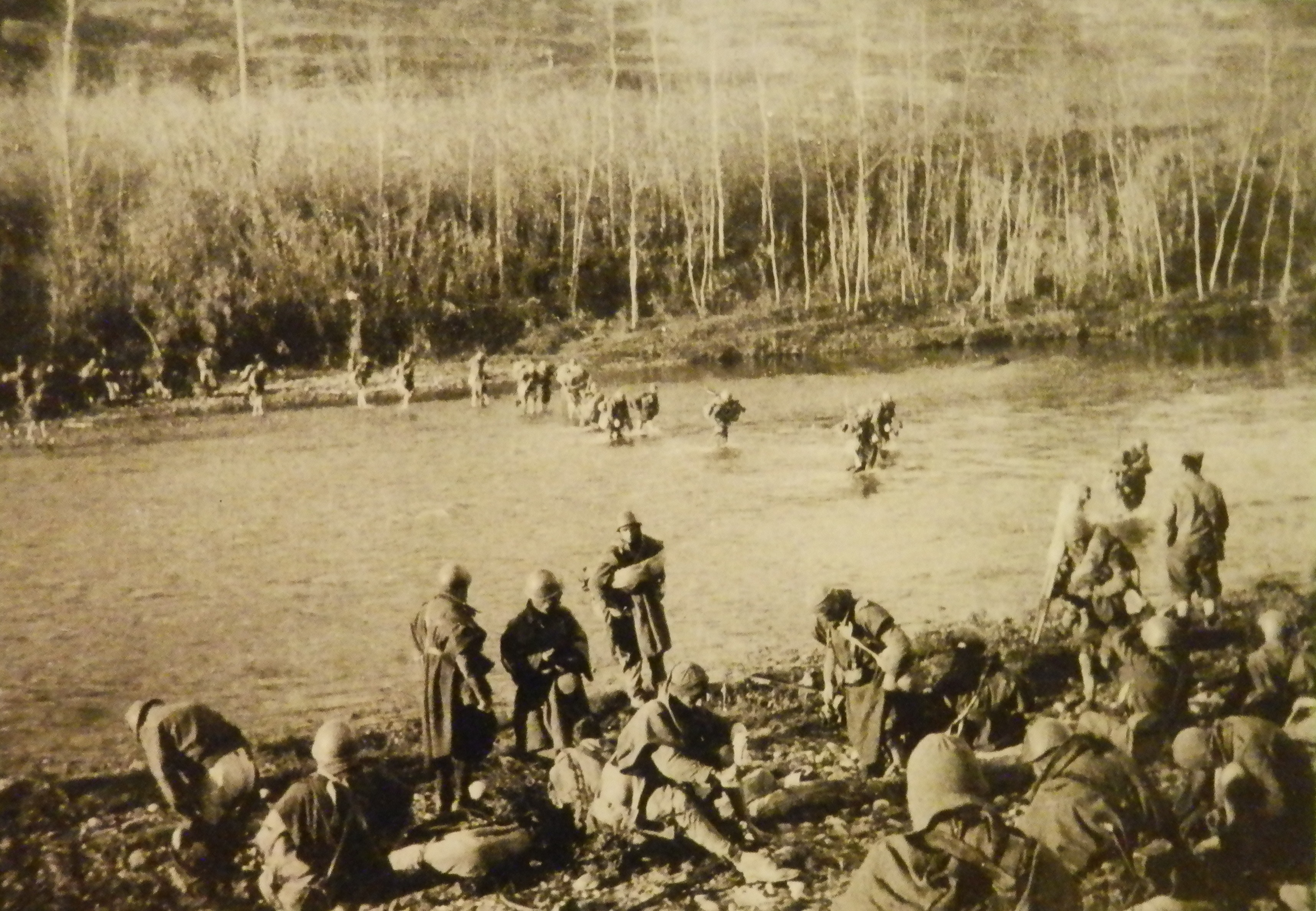
Truppe italiane durante l'offensiva finale in Catalogna nel 1939

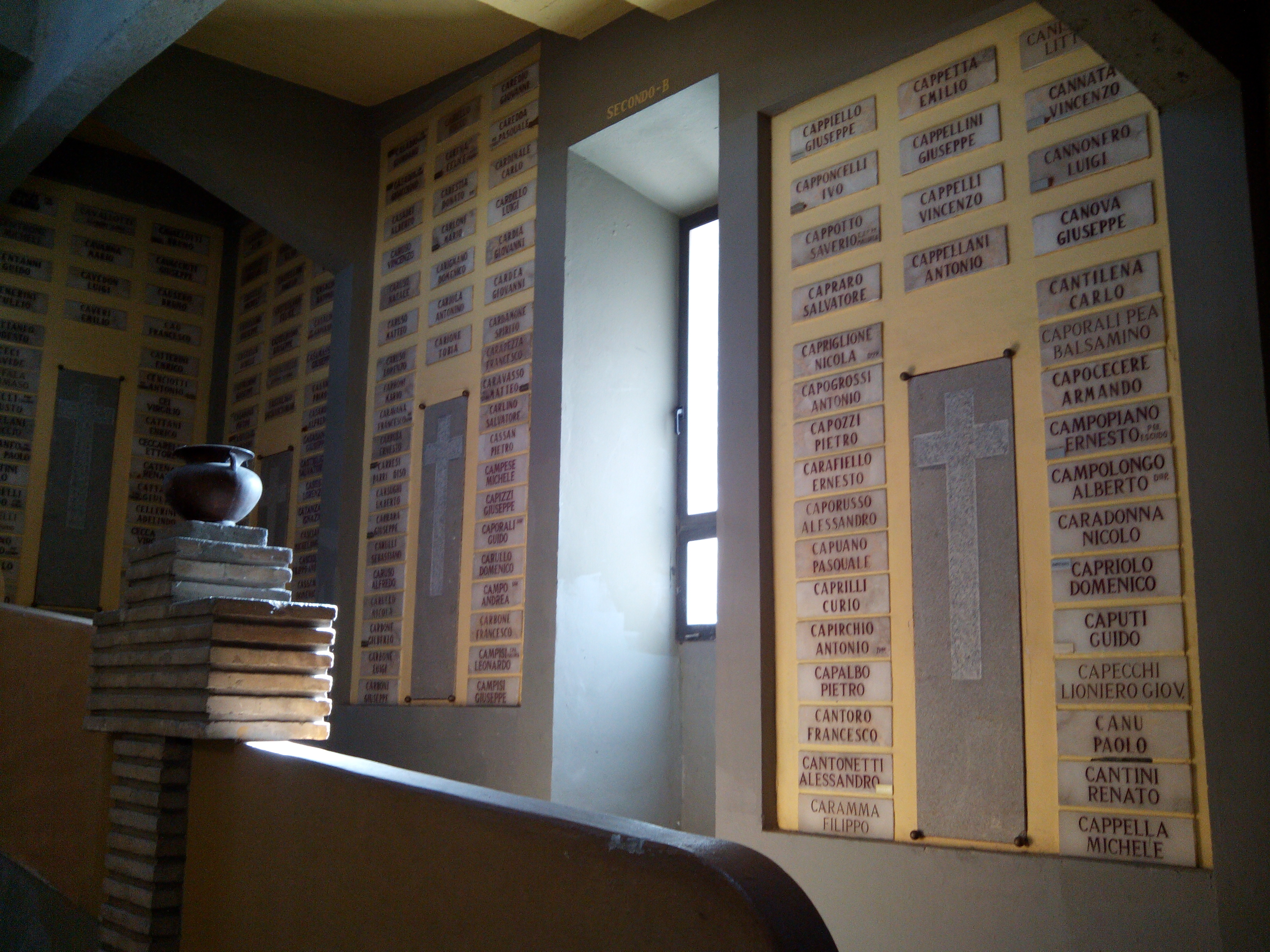
Interno del sacrario militare italiano a Saragozza

- 21 novembre: il sommergibile della Regia Marina Evangelista Torricelli, avvistato l'incrociatore Miguel de Cervantes alla fonda nei pressi di Cartagena, gli lancia due siluri; una delle armi colpisce il bersaglio a dritta, aprendo uno squarcio di metri 21 per 14 a poppa. La nave sarà costretta in bacino fino al 1938.
- 12 dicembre: dopo il fallimento dell'offensiva di Franco su Madrid, Mussolini decide di inviare forze armate addestrate in Spagna.  Mussolini prende questa decisione dopo aver consultato il ministro degli Affari Esteri, Galeazzo Ciano e il generale Roatta. Roatta è nominato comandante in capo della forza di spedizione italiana. Vicecomandante è il generale Luigi Frusci.
- 23 dicembre: la prima formazione di 3.000 soldati atterra a Cadice, con il nome di Missione Militare Italiana.

### 1937
- Gennaio: entro il mese, circa 44.000 uomini, tra soldati del Regio Esercito e della MVSN sono in Spagna. Alla fine di gennaio la Forza di spedizione viene rinominata in "Corpo Truppe Volontarie", o C.T.V..

Il Corpo è organizzato su quattro grandi unità di livello divisionale, di cui tre della Milizia:
- 1ª Divisione CC.NN. "Dio lo Vuole"
- 2ª Divisione CC.NN. "Fiamme Nere"
- 3ª Divisione CC.NN. "Penne Nere"
- 4ª Divisione fanteria "Littorio" - formata da volontari del Regio Esercito
- Raggruppamento CC.NN. "XXIII Marzo"

Le divisioni CC.NN. erano formate da volontari della Milizia Volontaria Sicurezza Nazionale ed erano semi-motorizzate.
Il Corpo impiegava anche un Raggruppamento carristi (carri armati e blindati), un corpo di artiglieria su dieci gruppi di artiglieria campale e quattro batterie di artiglieria antiaerea.
- dal 3 febbraio all'8 febbraio: la 1ª Divisione CC.NN. "Dio lo Vuole", in appoggio alle forze nazionaliste, lancia un'offensiva su Málaga. L'8 febbraio, gli italiani e i nazionalisti conquistano la città. La battaglia di Malaga è una vittoria fondamentale per i nazionalisti. Circa 74 soldati italiani sono uccisi, 221 feriti e due risultano dispersi.
- Marzo: il Corpo Truppe Volontarie per la fine del mese ammonta ad oltre 50.000 soldati.
- Dall'8 marzo al 23 marzo: Mussolini accetta il piano di Franco per cui le forze fasciste italiane avrebbero dovuto partecipare ad una quarta offensiva contro Madrid. L'offensiva italiana si tiene nel settore di Guadalajara. La battaglia coi difensori repubblicani si conclude con uno scacco, dovuto soprattutto allo scarso coordinamento con gli spagnoli, che mancarono di realizzare gli attacchi negli altri settori, consentendo ai repubblicani di concentrare tutte le loro forze contro il CTV. Le forze corazzate italiane, consistenti soprattutto in carri leggeri CV35, risultarono non essere all'altezza dei carri armati forniti ai repubblicani dall'Unione Sovietica. Le tre Divisioni CC.NN. vengono sciolte e riorganizzate in due divisioni e in un gruppo armi speciali (corazzati e artiglieria).

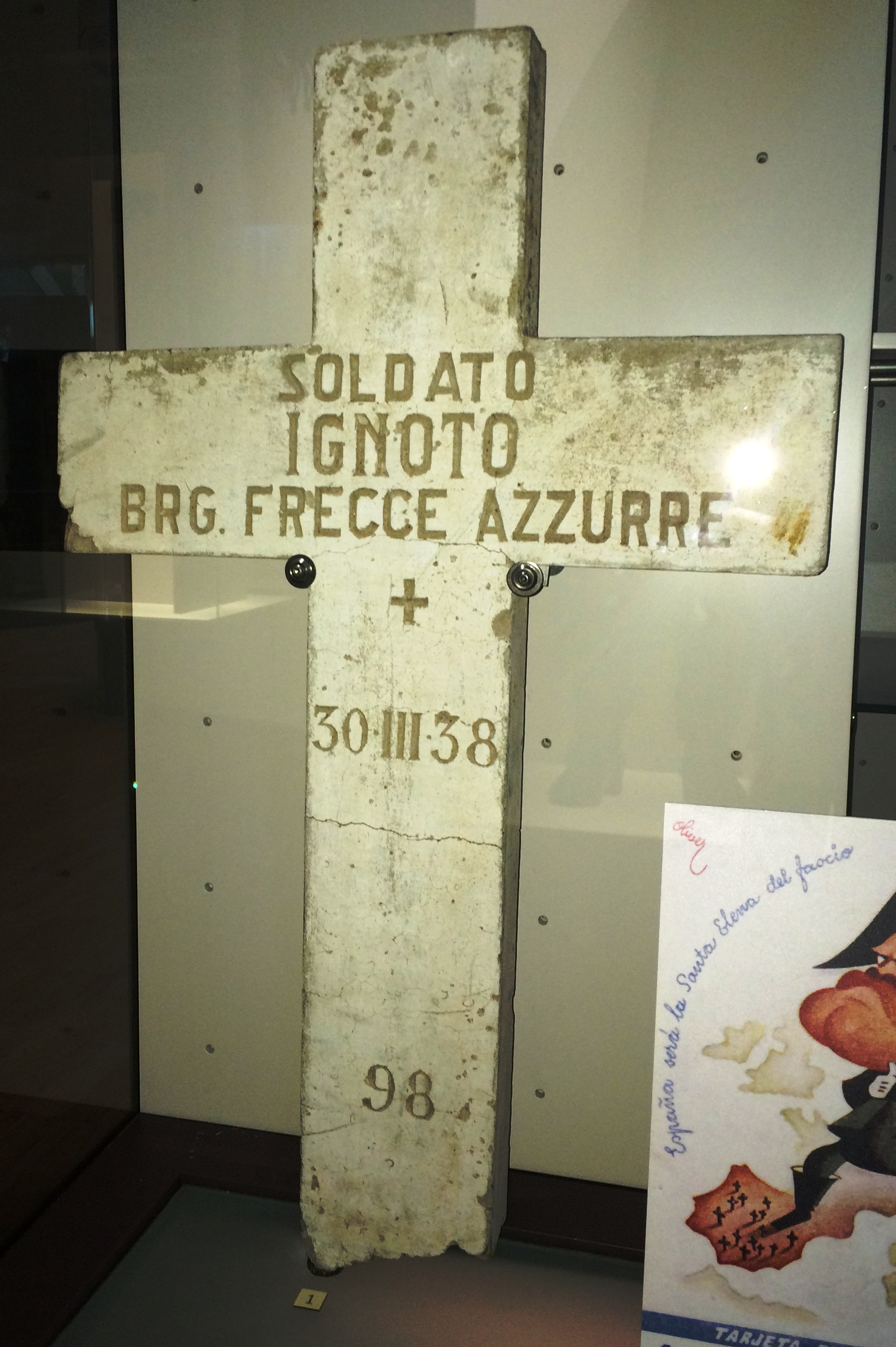
Croce d'un soldato ignoto della Brigata "Frecce Azzurre". 30-III-1938

- Da aprile ad agosto: dopo che le divisioni CC.NN. sono state ridotte, gli italiani cominciano ad operare in unità miste italo-spagnole (le Flechas, "Frecce") dove gli italiani forniscono gli ufficiali e il personale tecnico, mentre gli spagnoli servono nella truppa. Le prime unità sono la Brigata Mista "Frecce Azzurre" (Brigada Mixta "Flechas Azules") e la Brigata Mista "Frecce Nere" ("Flechas Negras"), che combattono rispettivamente nell'Estremadura e in Viscaya dall'aprile all'agosto 1937. In Viscaya operano anche il Gruppo XXIII Marzo e undici gruppi d'artiglieria, partecipando alla presa della roccaforte repubblicana di Guernica.
- Agosto e settembre: il sostituto di Roatta, generale Ettore Bastico, comanda le forze del C.T.V., compresa la Divisione XXIII Marzo, formata sulla base del Gruppo CCNN XXIII Marzo comandato da Enrico Francisci. Il Corpo, durante la battaglia di Santander, spezza le linee repubblicane presso Soncillo e, grazie ai feroci combattimenti sostenuti dalla 4ª Divisione fanteria "Littorio" del generale Annibale Bergonzoli, conquista una postazione chiave (il Puerto del Escudo), penetrando profondamente nelle retrovie repubblicane e ottenendo così una vittoria di decisiva importanza per lo schieramento nazionalista. Dopo l'offensiva di Santander il C.T.V. è trasferito sul fronte aragonese.

Alcuni reparti del C.T.V.  potrebbero essere stati coinvolti nella battaglia di El Mazuco, ma i dettagli sono tuttora oggetto di discussione.
- Ottobre: Dopo le campagne al nord, la 1ª e la 2ª Divisione CC.NN. furono rinforzate dalla Divisione XXIII Marzo e rinominate: Divisione XXIII Marzo "Fiamme Nere".

### 1938
- Marzo: La Brigata "Frecce Nere" fu ampliata nella Divisione "Frecce Nere" combattendo nella vittoriosa offensiva in Aragona e nella Corsa al Mare con il Corpo sotto il comando del Generale Mario Berti. Le perdite italiane furono 3.225 tra morti e feriti. In questo stesso mese l'Aviazione Legionaria compie bombardamenti aerei su Barcellona, ordinati da Mussolini senza consultare Franco.
- Ottobre: furono ritirati 10.000 militari italiani con oltre 18 mesi di servizio.
- Novembre: La Divisione "Frecce" fu rinforzata e rinominata "Frecce Nere" e la Brigata Frecce Azzurre fu ampliata in un'altra Divisione "Frecce" che prese parte all'offensiva di Catalogna, l'ultimo attacco della guerra, a fianco del resto del C.T.V., sotto il comando di Gastone Gambara:
  - Divisione "Frecce Nere"
  - Divisione "Frecce Azzurre"
  - Divisione "Frecce Verdi"

Complessivamente vi erano nel CTV 2.077 ufficiali e 25.935 sottufficiali, legionari e soldati.
- Dicembre: il CTV partecipa all'offensiva in Catalogna.

### 1939
- Gennaio: il CTV conquista Badalona il giorno 27.
- Marzo:  il giorno 30 il CTV conquista il porto di Alicante.
- Aprile: in seguito alla vittoria di Franco e dei nazionalisti sui Repubblicani, i volontari italiani furono ritirati dal territorio spagnolo.

## Organizzazione
- 1ª Divisione CC.NN. "Dio lo Vuole";
- 2ª Divisione CC.NN. "Fiamme Nere";
- 3ª Divisione CC.NN. "Penne Nere".
- Raggruppamento CC.NN. "XXIII Marzo" (poi Divisione "XXIII Marzo")
- Raggruppamento carristi
- Corpo di Artiglieria
- 4ª Divisione fanteria "Littorio" - formata da volontari del Regio Esercito

## Comandanti
I comandanti del C.T.V. succedutisi furono tre:
1) Generale Mario Roatta (dal 1936 al 1937, rimosso in seguito alla battaglia di Guadalajara):
- Battaglia di Málaga (vittoria nazionalista)
- Battaglia di Guadalajara (vittoria repubblicana)

2) Generale Ettore Bastico (1937):
- Battaglia di Santander (vittoria nazionalista)

3) Generale Mario Berti (dal 10 ottobre 1937 fino alla fine della guerra):
- Offensiva d'Aragona (vittoria nazionalista)
- Battaglia di Catalogna (vittoria nazionalista)